# Млечник оранжевый
Мле́чник ора́нжевый (лат. Lactárius pornínsis) — гриб рода Млечник (Lactarius) семейства Сыроежковые (Russulaceae). Несъедобен; некоторыми авторами упоминается как слабо ядовитый.
Lactarius porninsis Rolland, 1889 — млечник Порнина, в честь М. Порнина, коллеги Леона Луи Ролланда.

## Описание
- Шляпка ∅ 3—8 см, вначале выпуклая, затем становится вдавленной до воронковидной. Кожица оранжевого цвета, гладкая, в сырую погоду липкая.
- Пластинки очень частые и неширокие, слабо нисходящие по ножке.
- Споровый порошок жёлтого цвета.
- Ножка 3—6 см в высоту, ∅ 0,8—1,5 см, цилиндрическая, слегка суженная у основания, сначала сплошная, потом полая, того же цвета, что и шляпка, но светлее.
- Мякоть плотная, волокнистая, имеет запах апельсиновой корки.
- Млечный сок густой, липкий, белый, едкий, не изменяющий цвет на воздухе.

### Изменчивость
Пластинки сначала белые, потом палевые с оранжевым оттенком.

## Экологияи распространение
Встречается в лиственничных лесах, образует микоризу с лиственницей, небольшими группами.
Сезон: лето — осень.

## Синонимы
- Lactifluus porninae (Rolland) Kuntze, 1898

## Пищевые качества
Несъедобный или слабо ядовитый гриб, не относимый к опасным, но вызыващий незначительные желудочно-кишечные расстройства.